# El Rubius
Rubén Doblas Gundersen, més conegut com a «El Rubius» o «Rubius» (Mijas, província de Màlaga, 13 de febrer de 1990), és un videoproductor espanyol a la plataforma YouTube. La temàtica principal dels seus vídeos són els videojocs comentats i també blogs dels seus viatges, tractats d'una forma humorística. Tot i que el món d'aquest jove se centra en Internet, també s'està donant a conèixer en televisió. Com ell ha comentat, no li agrada gaire la fama, ni concedir gaires entrevistes, però n'ha fet algunes en diversos programes.
El maig del 2014 va treure a la venda el seu primer llibre «El libro Troll» ("El llibre Troll"), adreçat principalment als seus seguidors. És un llibre interactiu amb un estil similar al del còmic, amb bromes i reptes creats per ell. Segons l'editorial, Planeta de Libros, durant les 5 primeres setmanes de sortir a la venda, se'n van vendre més de 34.000 exemplars.
El setembre del 2015 va treure el seu primer còmic, "Virtual Hero" ("Heroi virtual"), el qual es va vendre posteriorment a països d'arreu del món de parla hispana. Aquest llibre tracta sobre la història del propi youtuber on, a causa d'un malvat, és tancat en un món de videojocs. Amb l'ajuda de G4T0 i altres personatges que fan referència als seus vídeos, ha d'intentar sortir d'aquest enrenou. Més tard, va treure pòsters sobre el còmic on apareixen personatges com ElRubius, Sakura i Zombirella.
El 2016 ha llençat a la fama la segona part de "Virtual Hero: la Torre Imposible". ("L'heroi virtual: la Torre Impossible").
El 25 de maig del 2018 any va anunciar que es retiraria de YouTube per un temps perquè en els mesos previs havia començat a sentir estrès, ansietat i nervis al moment de gravar vídeos i fer directes.

## Biografia
El Rubius resideix a Andorra, de pare espanyol i mare noruega. Durant la seva infantesa va canviar fins a set vegades de residència entre Espanya i Noruega i li van diagnosticar dèficit d'atenció. Tot i així, va destacar en els estudis d'animació i modelatge en 3D. ElRubius OMG és el nom que rep el canal de Rubén, i és pel nom pel qual tothom el coneix des que era petit, ja que era ros i el seu nom és Rubén, i d'aquesta fusió que se li va acudir quan era petit, en va sorgir el sobrenom actual.
La seva carrera com a youtuber ha marcat tant en la seva vida personal que el dia 29 de febrer de 2016 es va fer el seu primer tatuatge, dedicat al videojoc que el va fer famós: The Elder Scrolls V: Skyrim (Bethesda Game Studios). En el seu avantbraç es veu que, en signes de llengua de drac, hi posa Dovahkiin (el que neix amb sang dels dracs, Dragonborn), el personatge principal en la cinquena part de la sèrie The Elder Scrolls.

## Vida digital
Segons les pàgines d'El Economista i El Confidencial entre d'altres, és el YouTuber amb més subscriptors d'Espanya i el millor remunerat de tots. Amb més de 600 vídeos penjats al seu canal de YouTube, elrubiusOMG -creat l'11 de desembre de 2011-, el Rubius té aproximadament uns 27 milions de subscriptors i té més de 7 milions de visualitzacions totals dels seus vídeos (a data de 16 d'octubre de 2022). Aquestes dades el converteixen en el Youtuber més famós i ben pagat d'Espanya i de l'Amèrica Llatina.
El Rubius no només és reconegut a Espanya, sobretot entre els joves amb una franja d'edat dels 12 als 22 anys, si no que també és un dels primers en la classificació de YouTubers famosos de tot el món: és el número 8 segons una classificació creada per la pàgina SocialBlade. El seu canal es divideix en diferents llistes de reproducció: Videoblogs, on parla d'ell, dels viatges que fa i de coses més personals per poder-lo conèixer millor; Gameplays molt diferents amb jocs de diversió, jocs d'un minut, de terror, amb altres YouTubers amics seus; sagues de jocs de sèries, sobretot de comèdia; muntatges de jocs per a ordinador, PlayStation, Xbox o Wii entre d'altres; interacció en altres xarxes socials i fer-ne muntatges (com els vídeos al Chatroulette) i vídeos amb càmeres ocultes, reptes i altres bromes.
També ha estat protagonista i autor d'una cançó anomenada Minero la qual es molt famosa ja que està inspirada en el videojoc Minecraft.